# Anguispira cumberlandiana
Anguispira cumberlandiana е вид коремоного от семейство Discidae.

## Разпространение
Този вид се среща по протежение на платото Къмбърланд в САЩ.